# Lophopetalum beccarianum
Lophopetalum beccarianum är en benvedsväxtart som beskrevs av Pierre. Lophopetalum beccarianum ingår i släktet Lophopetalum och familjen Celastraceae. Inga underarter finns listade.